# أحمد بن عبد الله المعلا
أحمد بن عبد الله المعلا هو حاكم أم القيوين من عام 1873 إلى عام 1904، قاد أم القيوين خلال فترة مضطربة في تاريخ إمارات الساحل المتصالح. واجهت الإمارة خلال فترة حكمه صراعات متكررة مع الإمارات المجاورة، مما أدى إلى تغير التحالفات وتوتر العلاقات. أدت هذه الصراعات في مناسبتين إلى انتهاكات للشروط المنصوص عليها في الهدنة البحرية الدائمة لعام 1853 مع البريطانيين. ومع ذلك، وعلى الرغم من هذه التحديات، كان الشيخ أحمد من بين الموقعين على الاتفاقية الحصرية لعام 1892، التي شكلت تحالف حماية بين شيوخ الساحل المتصالح والبريطانيين.

## الانضمام
أحمد بن عبد الله خلف أخاه الأكبرعلي. حكم في وقت كانت فيه المجتمعات الساحلية في الخليج العربي في صراع مستمر تقريبًا، وانخرط على الفور في قتال مع الشارقة على جزيرة أبو موسى. حاولت قوة من أم القيوين مداهمة الجزيرة وإبعاد خيول حاكم الشارقة من هناك، لكن قوبلت بالقوارب من الشارقة التي وصلت أولاً. وصل الصراع في النهاية إلى أم القيوين جيران القيوين، عجمان يزنون من جهة الشارقة والحمرية من جهة أم القيوين. في العام التالي، انضمت أبو ظبي إلى المعركة ضد الشارقة وألحقت هزيمة حادة بقوات الشارقة تحت قيادة الشيخ سالم بن سلطان القاسمي، مما أسفر عن مقتل 50 رجلاً. انضمت رأس الخيمة الآن إلى الشارقة وانضمت دبي إلى أم القيوين واجتاحت حالة حرب عامة الساحل، على الرغم من محاولات وكيل الإقامة البريطانية للتوسط في السلام.
وصل الصراع إلى ذروته في عام 1875، عندما هاجمت قوة من دبي رأس الخيمة وقتلت سبعة رجال. توسط زعيم الحمرية في هدنة بين أحمد بن عبد الله من أم القيوين وسالم بن سلطان من الشارقة في فبراير 1875، لكن دبي والشارقة ظلتا في حالة حرب حتى سبتمبر من ذلك العام.

## خرق الهدنة البحرية
أجرى أحمد بن عبد الله زواجين أسريين، الأول من ابنة حاكم عجمان الشيخ عبد العزيز (الذي ولد لها ولدا عام 1876) والثاني من أخت حاكم رأس الخيمة، حميد بن عبدالله القاسمي. إلا أنهما انفصلا عام 1882. في عام 1879، تحالف أحمد بن عبد الله مع عجمان ورأس الخيمة ضد أبو ظبي والشارقة، وتجنب الصراع المفتوح، لكن طلاقه من أخته كان حميد بن عبد الله حادًا وأدى إلى نزاعات على الممتلكات، مما دفع أحمد بن عبد الله إلى إرسال سبعة قوارب لمهاجمة تبعية رأس الخيمة لـ رامس، وهو ما فعلوه. شكل هذا الإجراء خرقًا لـ الهدنة البحرية الدائمة لعام 1853، وبالتالي وبخ أحمد من قبل الوكيل المقيم البريطاني وإجباره على دفع غرامة. ومع ذلك، استمر الصراع على الأرض مع تنافس أم القيوين وعجمان مع رأس الخيمة والشارقة. في يناير 1883، توسطت أبو ظبي في التوصل إلى اتفاق سلام.
في مايو 1885، حدث خلاف بين أحمد بن عبد الله وابنه، مما أدى إلى لجوء الشاب إلى عجمان. وعندما رفض حاكم عجمان الشيخ راشد بن حميد النعيمي التنازل عن الصبي أحمد بن عبد الله. مرة أخرى تبين انتهاكه لمعاهدة 1853، زار أحمد بن عبد الله ممثل الوكيل المقيم على متن السفينة إتش إم إس الرنة.
ومع ذلك، استمرت الغارات بين بلدات الساحل، وهاجمت الحمرية أم القيوين، فقط لينتقم أحمد بن عبد الله ويقيل الحمرية، التي لم ينج زعيمها إلا بعد أن تحصن في حصنه. وفي الصراعات التالية، أسس تحالف شمالي، يضم الشارقة وعجمان وأم القيوين ورأس الخيمة عمومًا ضد جيرانهم الجنوبيين، دبي وأبو ظبي. في عام 1879، وقع أحمد بن عبد الله "الاتفاقية المتبادلة بشأن المدينين الهاربين" مع البريطانيين، والتي تهدف إلى الحد من مشكلة المدينين الفارين من إمارة إلى أخرى وبالتالي التهرب من التزاماتهم.

## اتفاقية حصرية 1892
على الرغم من أن المصالح الألمانية والتركية حاولت الحفاظ على الروابط مع الساحل المتصالح، إلا أن مؤامرات شخصيتين فرنسيتين (يُدعى ترامييه وتشاباي) هي التي أثارت على ما يبدو حاجة البريطانيين للشروع في جعل شيوخ الساحل المتصالح يوقعون على التحالف. "الاتفاقية الحصرية" لعام 1892. وقد وجد الفرنسيان جمهورًا متقبلًا لدى أحمد بن عبد الله، حيث زوداه بالأعلام الفرنسية لتطير سفن أم القيوين، مما سمح لها بالتصرف بشكل مستقل عن المصالح والأحكام البريطانية. عندما وصلت تقارير إلى المقيم السياسي البريطاني تفيد بأن الفرنسيين قد مُنحوا موقعًا في أم القيوين، البريطانيين وافقت الحكومة في رئاسة بومباي على التوقيع على "اتفاقية حصرية" تُلزم مشايخ الساحل المتصالح بعدم الدخول في "أي اتفاق أو مراسلات مع أي دولة غير الحكومة البريطانية" وأنه بدون موافقة بريطانية، فإنهم سيفعلون ذلك عدم "الموافقة على إقامة وكيل أي حكومة أخرى داخل أراضيي" وأنه لن "يتنازل أو يبيع أو يرهن أو يمنح للاحتلال أي جزء من أراضيي، باستثناء الحكومة البريطانية".

## وفاته
عانى الشيخ أحمد بن عبد الله من الشلل وكان عاجزًا جدًا عن السفر إلى الشارقة للقاء جورج كرزون (حاكم الهند) والتي جرت في نوفمبر 1903. توفي في يونيو 1904، وخلفه ابنه راشد في الحكم.